# Stati di Jersey
Gli Stati di Jersey (in inglese: States of Jersey, in francese: Assemblée des États, in jèrriais: Êtats d'Jèrri) è il parlamento del baliato di Jersey.

## Funzioni
La legge States of Jersey Law 2005 ha introdotto la figura del Ministro capo di Jersey (Chief Minister of Jersey), abolito il potere del Balivo di dissentire con una risoluzione dell'assemblea e il diritto di veto da parte del Luogotenente Governatore (Lieutenant Governor), e stabilito che qualsiasi ordine giudiziario o atto amministrativo emanato dal Regno Unito che possa essere applicato anche a Jersey, venga prima presentato al parlamentino, in modo tale che i rappresentanti possano esprimere il proprio parere e voto all'argomento riguardante.

## Composizione
Nel parlamento si siedono con diritto di voto i 12 conestabili, 29 deputati, 12 senatori; i membri senza diritto di voto, il balivo, l'Avvocato della Corona britannica, il Procuratore di Sua Maestà, Visconte di Jersey e il Vicario di Jersey.